# 田口八重子
田口八重子（日语：／，1955年8月10日—？），日本埼玉縣人，是被朝鲜民主主义人民共和国绑架的日本人。

## 來歷
她是飯塚繁雄的妹妹，在1978年6月被绑架之时，年仅22岁。大韩航空858号班机空难发生后，金賢姬被认为是犯罪嫌疑人。金賢姬被捕後，供出她的日語及日本生活習慣是一名叫做李恩惠的女人所教導。
之前北朝鲜政府一直否认对她的绑架指控，2002年的日朝首脑会谈上，朝鲜劳动党中央总书记金正日正式向时任日本内阁总理大臣小泉纯一郎承认了绑架事件。根据朝鲜政府提供的物证，田口八重子（朝鮮名，高恵玉）已经死亡。但是日本政府就这些物证提出多点怀疑，使得其生死情况至今仍然存在争议。这一事件并导致了日朝两国的长达十余年，至今仍未解决的朝鲜绑架日本人问题。
田口八重子於1978年6月從東京失踪，留下了兩個非常年幼的孩子。朝鮮當局聲稱田口八重子在30歲時去世，但是沒有提供任何可信的證據來支持這個說法。